# Федотова, Анна Ивановна
А́нна Ива́новна Федо́това (20 сентября 1918, Сурово, Нечаевская волость, Егорьевский уезд, Рязанская губерния, РСФСР ― 3 апреля 1995, Йошкар-Ола, Марий Эл, Россия) ― советский врач-терапевт. Заместитель главного врача Йошкар-Олинской городской больницы (с 1946). Заслуженный врач РСФСР (1960). Участница Великой Отечественной войны.

## Биография
Родилась 20 сентября 1918 года в деревне Сурово ныне Егорьевского района Московской области в крестьянской семье.
В 1941 году окончила Московский областной клинический медицинский институт.
По окончании института в сентябре 1941 года призвана в РККА. Участница Великой Отечественной войны: старшая медсестра эвакогоспиталя 4455 и 95 запасного стрелкового полка 14 запасной стрелковой дивизии на Северо-Западном, 3 Белорусском фронтах и 2 Прибалтийском фронтах, лейтенант медицинской службы. Дошла до Берлина. Демобилизована из армии в 1946 году в звании майора медицинской службы. В 1945 году награждена медалью «За боевые заслуги», а в 1985 году ― орденом Отечественной войны II степени.
С 1946 года ― в Йошкар-Оле: заведующая терапевтическим отделением, заместитель главного врача Йошкар-Олинской городской больницы. Известна как инициатор внедрения передовых методик лечения.
За заслуги в области здравоохранения в 1960 году удостоена почётного звания «Заслуженный врач РСФСР». Награждена орденом Трудового Красного Знамени, медалями и Почётной грамотой Президиума Верховного Совета Марийской АССР.

## Признание заслуг
- Заслуженный врач РСФСР (1960)[1][2]
- Заслуженный врач Марийской АССР[4]
- Орден Отечественной войны II степени (1985)[6]
- Орден Трудового Красного Знамени (1966)[1][2]
- Медаль «За боевые заслуги» (15.04.1945)[7]
- Медаль «За доблестный труд. В ознаменование 100-летия со дня рождения Владимира Ильича Ленина» (1970)
- Почётная грамота Президиума Верховного Совета Марийской АССР (1957, 1975)[1][2]